# Оуэн, Дэвид
Дэвид Энтони Ллевеллин Оуэн, барон Оуэн (англ. David Anthony Llewellyn Owen, Baron Owen; род. 2 июля 1938) — министр иностранных дел Великобритании с 22 февраля 1977 по 4 мая 1979 года (лейборист).
По профессии является психиатром.
В 1966—1992 член Палаты общин. С 13 июня 1983 по 14 июня 1987 года являлся председателем Социал-демократической партии Великобритании.
В настоящее время Дэвид Оуэн является независимым членом Палаты лордов и почётным ректором университета Ливерпуля.
Является автором книги «История болезни. Недуги мировых лидеров последнего столетия», в которой он описал связь между болезнями мировых исторических лидеров и ходом истории.

## Награды
- Орден Кавалеров Почёта (1994)[4]